# Fafa Monteco
Fafa Monteco (Lyon, 25 mei 1968) is een Franse dj. Hij groeide op in Marseille waar hij begon als dj bij Radio Service. Zijn grootste succes boekte hij als een van de dj's achter Superfunk, waarmee hij in veel Europese landen een hit had met Lucky Star.
In 2001 richtte hij zijn eigen platenlabel op, Hypnotic Music, samen met onder ander Alexkid en Kiko. Verder is Monteco nog actief als dj bij FG DJ Radio.
- Bibliothèque nationale de France: cb14043359r (data)
- International Standard Name Identifier: 0000 0000 0886 0639
- MusicBrainz: 6444b220-7e6c-4480-89c1-db83a86b50b3
- Virtual International Authority File: 2672256